# جهانگیر محل

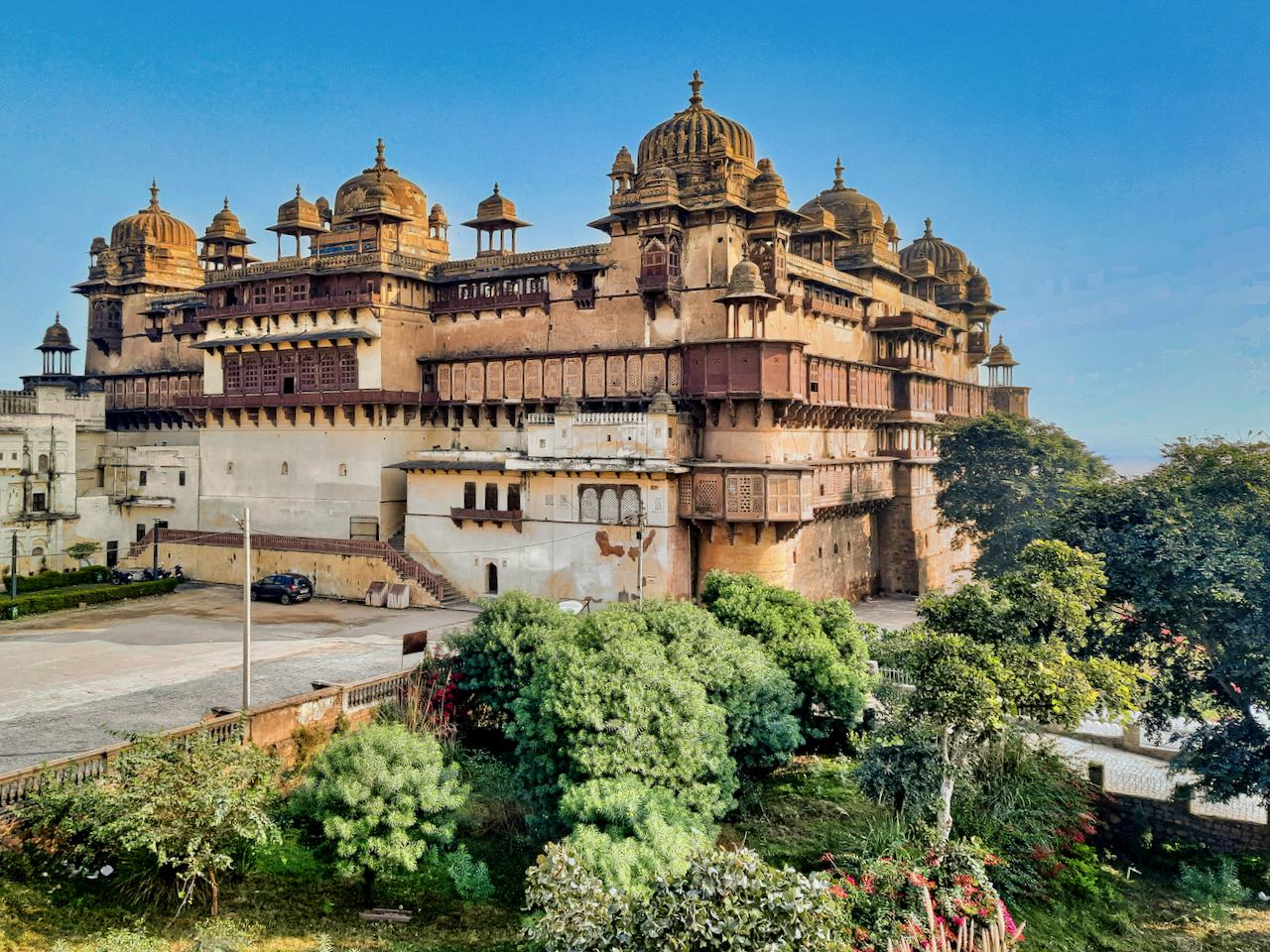
نمایی از قلعهٔ باستانی جهانگیر محل در کشور هند - ۲۰۲۱

جهانگیر محل (انگلیسی: Jahangir Mahal, Orchha) قلعه ای مربوط به دوران گورکانیان هند در اورچها است.